# Сент-Крой (округ)
Округ Сент-Крой или Сент-Круа (англ. Saint Croix County) располагается в штате Висконсин, США. Официально образован в 1840 году. По состоянию на 2010 год, численность населения составляла 84 345 человек.

## География
По данным Бюро переписи США, общая площадь округа равняется 1906,242 км2, из которых 1869,982 км2 суша и 33,670 км2 или 1,800 % это водоёмы.
Через город проходит межштатная автомагистраль I-94.
Города: Хадсон.

## Население
По данным переписи населения 2000 года в округе проживает 63 155 жителей в составе 23 410 домашних хозяйств и 16 948 семей. Плотность населения составляет 34,00 человек на км2. На территории округа насчитывается 24 265 жилых строений, при плотности застройки около 13,00-ти строений на км2. Расовый состав населения: белые — 97,85 %, афроамериканцы — 0,28 %, коренные американцы (индейцы) — 0,25 %, азиаты — 0,62 %, гавайцы — 0,02 %, представители других рас — 0,22 %, представители двух или более рас — 0,76 %. Испаноязычные составляли 0,76 % населения независимо от расы.
В составе 38,00 % из общего числа домашних хозяйств проживают дети в возрасте до 18 лет, 61,60 % домашних хозяйств представляют собой супружеские пары проживающие вместе, 7,00 % домашних хозяйств представляют собой одиноких женщин без супруга, 27,60 % домашних хозяйств не имеют отношения к семьям, 21,20 % домашних хозяйств состоят из одного человека, 7,30 % домашних хозяйств состоят из престарелых (65 лет и старше), проживающих в одиночестве. Средний размер домашнего хозяйства составляет 2,66 человека, и средний размер семьи 3,12 человека.
Возрастной состав округа: 27,90 % моложе 18 лет, 8,20 % от 18 до 24, 32,20 % от 25 до 44, 21,90 % от 45 до 64 и 21,90 % от 65 и старше. Средний возраст жителя округа 35 лет. На каждые 100 женщин приходится 100,20 мужчин. На каждые 100 женщин старше 18 лет приходится 98,50 мужчин.